# Дружба (Дубенський район)
Дру́жба — село в Україні, у Радивилівській міській громаді Дубенського району Рівненської області. Населення становить 1036 осіб.
Село розташоване в південній частині Дубенського району Село Дружба лежить за 12 км від центру громади — м. Радивилів і за 122 км від обласного центру — м. Рівне. Зв'язок з районним і обласним центрами здійснюється шосейними дорогами. Найближча залізнична станція — в Радивилові. На території сільської ради — 3 населених пункти: Дружба, Малі Гайки, Новоукраїнське (це село, тоді Дранча-Руська, до 1914 року було прикордонним, тут несли службу російські прикордонники). Основні землекористувачі: колективне сільськогосподарське підприємство «Діброва», жителі населених пунктів, державні ентомологічні заказники, інші землекористувачі.
У селі є православна церква, споруджена в 1980-і роки, школа, клуб. У центрі села — обеліск і меморальна таблиця на честь військових, які брали участь у вигнанні німців із села, та в пам'ять про односельчан, які не повернулися з фронтів війни. У 1944 році село опинилося в зоні запеклих боїв так званого «Бродівського котла».
На полі між селами Дружба і Новоукраїнське стоїть хрест-фігура, що нагадує про градобій 1930-х років, який знищив увесь селянський урожай.

## Історія
У 1906 році село Дранча Руска, Дранча Польська Радзивилівської волості Кременецького повіту Волинської губернії. Відстань від повітового міста 34 верст, від волості 12. Дворів 72; 65 мешканців 352; 287.
7 (20) листопада 1917 року, відповідно до Третього Універсалу Української Центральної Ради, увійшло до складу Української Народної Республіки.
12 червня 2020 року, відповідно до розпорядження Кабінету Міністрів України № 722-р від «Про визначення адміністративних центрів та затвердження територій територіальних громад Рівненської області», увійшло до складу Радивилівської міської територіальної громади Радивилівського району.
19 липня 2020 року, в результаті адміністративно-територіальної реформи та ліквідації Радивилівського району, село увійшло до складу Дубенського району.
22 червня 2023 року рішенням Національної комісії зі стандартів державної мови віднесено до списку населених пунктів, які «можуть не відповідати лексичним нормам української мови», зокрема стосуватися «російської імперської чи колоніальної політики». Громаді рекомендовано обґрунтувати доцільність збереження поточної назви або запропонувати нову назву в установленому законодавством порядку.

## Назва
Дружба — назва радянського часу на знак дружби і порозуміння людей, колишня назва Дранча (до 1947 року) — від слова «дран» («дрань»), яке має кілька значень: «обшарпанець», «зорана цілина». Є перекази, що колись тут виробляли дранки — для покриття даху. Околицю стали називати Дранки, а потім — Дране. Існує версія, що Драча — від слова «дранчити», тобто здирати луб дня плетіння кошиків. Між тим первісна назва, зафіксована в 1546 році, стосувалася не поселення, а гори, біля якої пролягав праісторичний шлях із Подніпров'я на Волинь. Історик Д.Чобіт виводить назву від готського слова, яке перекладається як «племінні вожді», причому припускає, що назва стосувалася вождів слов'янських племен, яких тут зібрали за наказом переможців і, можливо, стратили.

## Населення

### Мова
Розподіл населення за рідною мовою за даними перепису 2001 року:
| Мова       | Кількість | Відсоток |
| ---------- | --------- | -------- |
| українська | 1035      | 99.9%    |
| російська  | 1         | 0.1%     |
| Усього     | 1036      | 100%     |

## Природа
Біля села починаються пагорби горбогір'я Вороняки Гологоро-Кременецького кряжу Подільської височини, розташована гора Красна — найвища над рівнем моря в Рівненській області (335 метрів). Місцеві краєвиди і гірські спуски приваблюють любителів зимового відпочинку. Поблизу села розташований природничий заказник «Макітри» з рідкісною рослинністю, а також Гора «Цимбал» і Гора «Красна».

## Відомі люди
- Боровець Андрій Олександрович (2000—2022) — український військовослужбовець, учасник російсько-української війни.